# 흡혈귀 야녀
"흡혈귀 야녀"는 한국에서 제작된 김인수 감독의 1981년 영화이다. 최희정 등이 주연으로 출연하였고 한갑진 등이 제작에 참여하였다.

## 출연

### 주연
- 최희정
- 진봉진
- 최봉
- 박암

## 기타
- 조명: 이억만
- 미술: 조경환